# Villa I Busini
Villa I Busini è uno storico edificio che si trova nelle campagne nei dintorni di Rufina, in provincia di Firenze. 
L'edificio prende il nome dalla famiglia che dal 1423 lo possedette per circa tre secoli; conserva in gran parte la sua struttura originaria di dimora signorile del XV secolo. 
Nel 1729 l'ultimo discendente della famiglia, Pietro Andrea Andreini, figlio di Girolamo e Maria Busini di Carpignano cede la villa in favore dei figli di Averardo di Niccolò de' Medici. Nel 1846 quel ramo della famiglia Medici si fuse con i Peruzzi dando origine ai Peruzzi de' Medici. 
Nel 1935, Bindo di Simone Peruzzi de' Medici e la moglie Adriana Brisighella Zeno vendettero la villa ad Aurelio Nicolodi, nonno dell'attrice Daria Nicolodi, ex compagna di Dario Argento e madre di Asia Argento.
Dopo decenni di abbandono, nel 2017 la villa con pregevole giardino all'italiana e terreni annessi è stata acquistata da un facoltoso produttore cinematografico tedesco che dopo anni di meticoloso restauro l'ha riportata ai fasti di un tempo. 
Oggi la Villa I Busini è un resort di lusso.
Nel 1989 la villa ha fatto da set per il film horror La casa del sortilegio, diretto da Umberto Lenzi.